# Les Quatre Apôtres
Les Quatre Apôtres (en allemand : Die vier Apostel) peint en 1526, est la dernière peinture de l'artiste allemand Albrecht Dürer. Il s'agit d'un diptyque de grands panneaux représentant les apôtres Pierre et Jean, Paul, et l'évangéliste Marc. Destinée au conseil municipal de Nuremberg, la ville de Dürer, l'œuvre se trouve aujourd'hui à l'Alte Pinakothek de Munich.

## Titre
Bien que Marc ne soit pas un apôtre mais un évangéliste, et que Paul ne fasse pas partie de la liste des douze apôtres de Jésus, le titre Les Quatre Apôtres est attesté en 1538.

## Histoire et destination

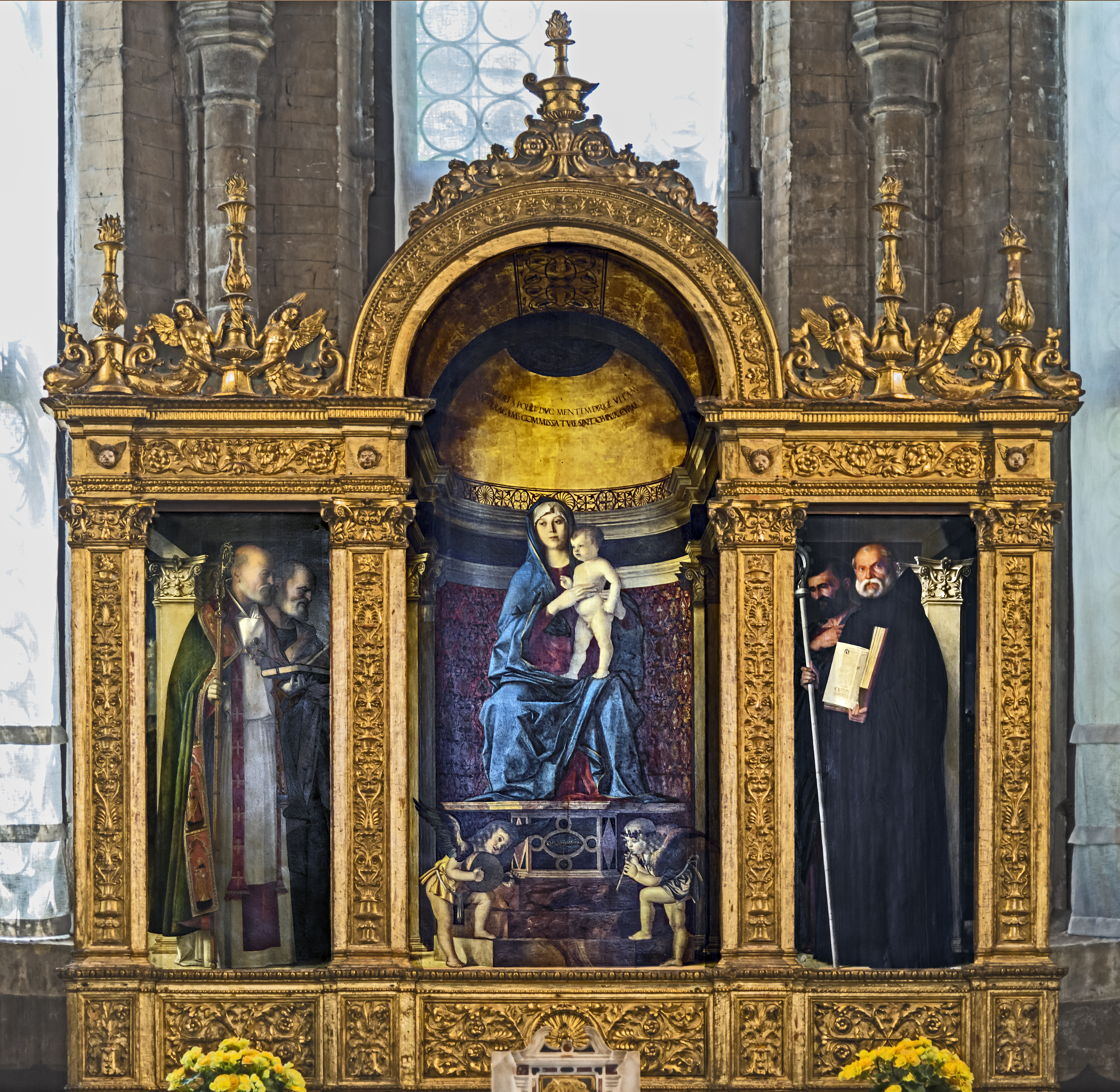
Inspiration : "La Vierge à l'Enfant avec saint Nicolas de Bari, l'apôtre Pierre, Benoît de Nursie et l'évangéliste Marc" Frari (Venice) - Sacristy - triptyque par Giovanni Bellini

Le triptyque de Giovanni Bellini représentant la Vierge aux quatre saints dans l'église des Frari à Venise, que Dürer a découvert lors de ses voyages en Italie, a inspiré les « Quatre Apôtres ».
Dürer offrit le tableau au conseil municipal de Nuremberg. En 1526, il écrit dans sa lettre au conseil qu'il avait projeté depuis longtemps de faire un don de la sorte:

« Tout dernièrement j'ai peint un tableau auquel j'ai mis plus de zèle qu'à tous mes autres ouvrages; je ne juge personne plus digne que Votre Sagesse de le garder à titre de souvenir. C'est pourquoi je prie humblement et instamment Votre Sagesse de bien vouloir accepter mon petit cadeau avec gracieuseté et bienveillance'. »

Elle fut accrochée dans la première salle du conseil de l'hôtel de ville.

## Une perspective inversée
Dürer peint ce diptyque en pleine connaissance de l'art de la représentation perspective (après la publication de son Instruction sur la manière de mesurer), sur la fin de sa vie  (deux ans avant sa mort), et recourt à la perspective inversée, respectant le plan du relief grec avec des figures qui ne sont pas dans le même plan et dimensionnant celles du fond plus grandes que celles du premier plan, et ce sur chacun des deux panneaux.

## Les quatre apôtres et leurs avertissements
Les images montrent quatre personnages presque grandeur nature sur deux panneaux.
Chaque personnage se reconnait à son attribut traditionnel : le livre ouvert de l'évangéliste Jean avec son manteau rouge, le rouleau de Marc vêtu de noir, le glaive de Paul en blanc-manteau et la clé du Paradis de Pierre,vêtu de bleu.
Les binômes ne sont pas choisis au hasard puisque : lors de la résurrection de Jésus, Jean et Pierre se rendirent ensemble au tombeau, Jean courut et crut plus vite que Pierre. De même entre Paul et Marc, leur relation est faite de collaboration et de tension
Aux pieds des personnages se trouve une barre d'inscription qui contient un appel aux « dirigeants séculiers » à respecter la pure parole de la Bible et à se méfier des séducteurs religieux, des « faux prophètes ». Cet avertissement est appuyé par quatre citations bibliques attribuées aux quatre personnes représentées. Les citations ont été écrites par Johann Neudörffer pour le compte de Dürer. L'avertissement introductif est suivi de 2 Pierre 2 :  1–3 (Pierre), 1 Jean 4 :  1–3 (Jean), 2 Timothée 3 :  1–7 (Paul) et Marc 12 : 38–40  ( Marc) 
, :

« Bien-aimés, ne croyez pas tout esprit ; mais éprouvez les esprits, pour savoir s’ils sont de Dieu, car plusieurs faux prophètes sont sortis dans le monde. Par ceci vous connaissez l’Esprit de Dieu : tout esprit qui confesse Jésus Christ venu en chair est de Dieu »

— Jean, Premiere lettre de Jean 4, 1-3

« Or il y a eu aussi de faux prophètes parmi le peuple, comme aussi il y aura parmi vous de faux docteurs qui introduiront furtivement des sectes de perdition, reniant aussi le maître qui les a achetés, faisant venir sur eux-mêmes une prompte destruction ; »

— Pierre, Deuxième lettre de Pierre 2, 1-3

« Gardez-vous des scribes qui aiment à se promener en robes longues, et [à recevoir] des salutations dans les marchés, et les premiers sièges dans les synagogues, et les premières places dans les festins ; »

— Jésus, Evangile selon Marc 12, 38-40

« Dans les derniers jours il surviendra des temps fâcheux ; car les hommes seront égoïstes, amis de l’argent, vantards, hautains, blasphémateurs, désobéissants à leurs parents, ingrats, profanes, sans affection naturelle, implacables, calomniateurs, intempérants, cruels, n’aimant pas le bien, traîtres, téméraires, enflés d’orgueil, aimant le plaisir plutôt que Dieu, ayant la forme de la piété, mais en ayant renié la puissance ; et éloigne-toi de telles gens. »

— Paul, Deuxième lettre de Paul à Timothée 3, 1-7

## Expression des quatre tempéraments
Johan Neudörffer, auteur des inscriptions calligraphiées et premier biographe de Dürer sur le tableau, a écrit : « On peut y reconnaître un sanguin, un colérique et un flegmatique et un mélancolique ». Dürer a donné à chacun des personnages sa propre caractérisation au sens de la théorie des quatre tempéraments : il montre Jean comme un sanguin, Pierre comme un flegmatique, Marc avec son attention de lion comme un colérique et Paul avec un regard mélancolique. Cette interprétation est attestée en 1547 dans les « Nachrichten von Künstlern und Werkleuten » de Johann Neudörffer (1497-1563).

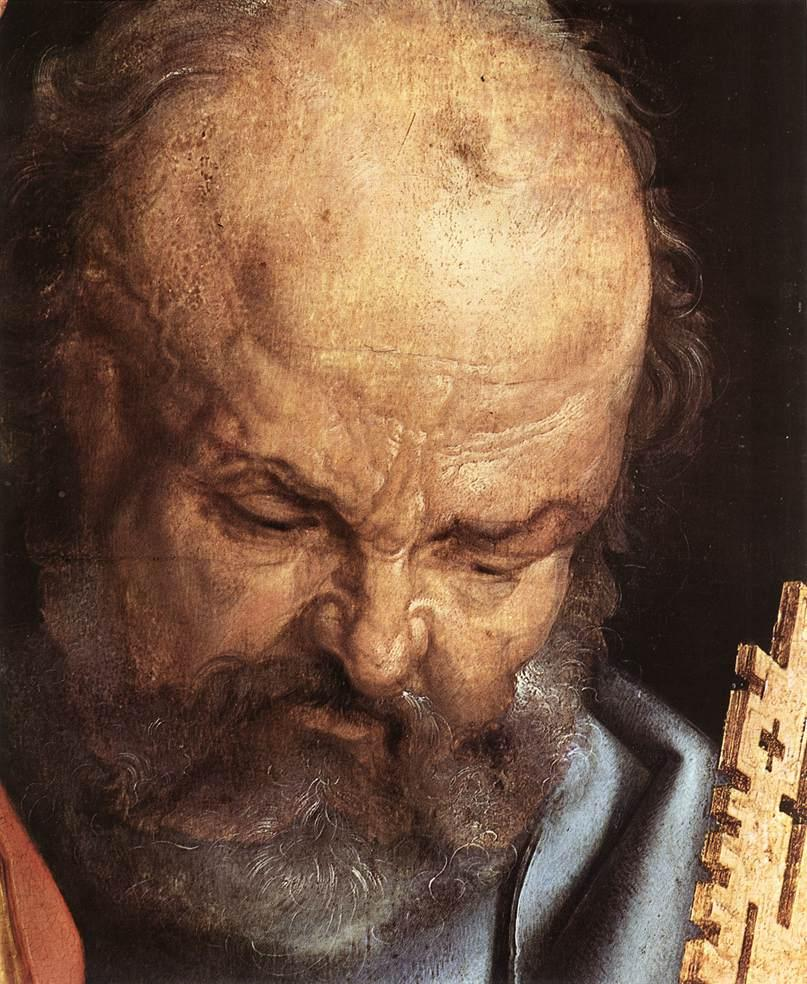
[https://smarthistory.org/albrecht-durer-the-four-apostles/ Détail de Pierre Smarthistory – Dürer's The Four Apostles

L’auteure britannique de non-fiction Sr. Wendy Beckett affirme que les quatre apôtres forment un tout, « tout comme les quatre tempéraments sont présents chez un seul et même individu » et décrit les personnes représentées comme suit :

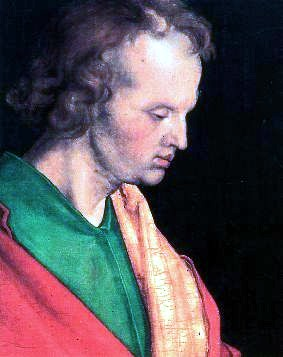
Détail de Saint Jean

Jean est une personne optimiste , pleine d’espoir et de paix intérieure. Ses joues rouges s'accordent avec le rouge flamboyant de son pelage et les boucles châtains qui encadrent son visage galbé. …

Pierre, le flegmatique , porte avec sérénité la clé du royaume des cieux. Son crâne chauve brille, son visage est inexpressif, son corps pratiquement caché derrière la silhouette volumineuse de Jean. 
Beckett poursuit à propos des deux autres personnages :

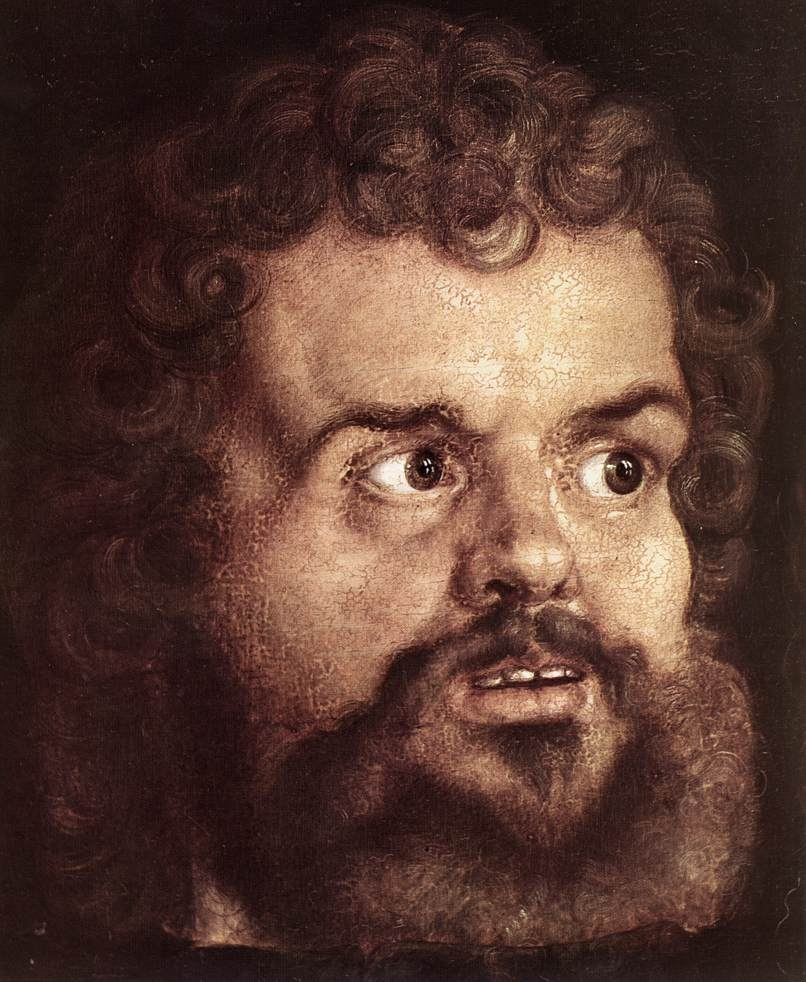
Détail de Saint Marc

Marc aux yeux en colère est le colérique ; il regarde hors de l'image vers la droite comme s'il voulait conjurer le danger. 
Il est pratiquement masqué par la figure du mélancolique Paul, l'homme grand et maussade qui tient son Évangile aussi fermement que son épée et regarde le spectateur avec méfiance du coin de l'œil. 

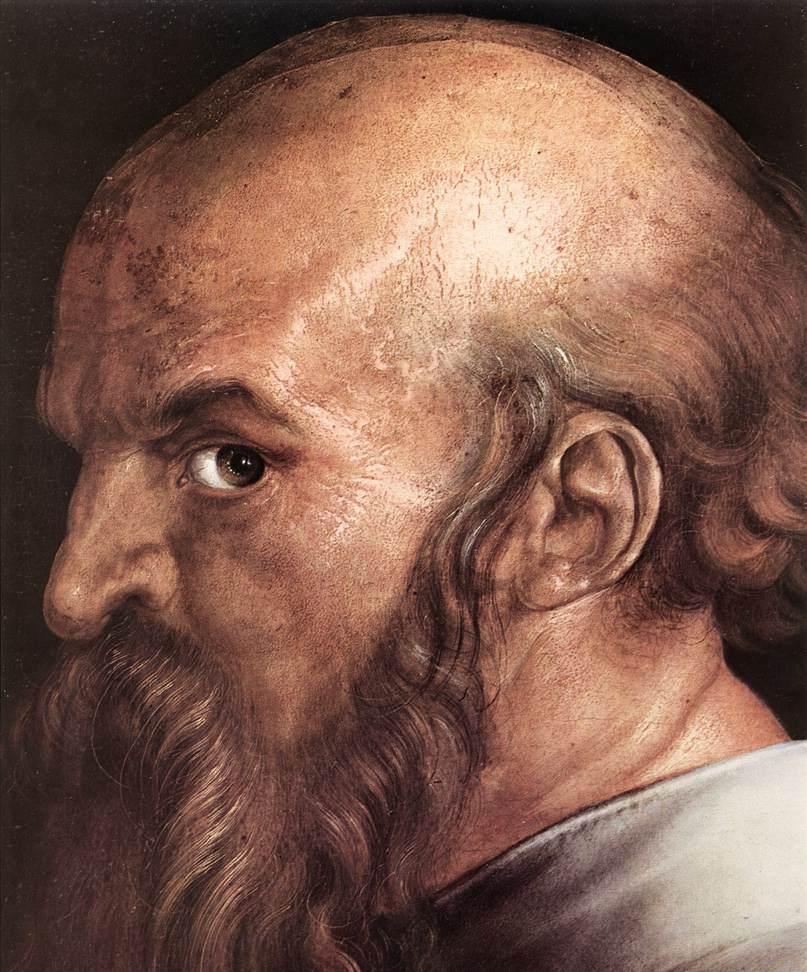
Détail de Saint Paul

Le Kindler’s Painting Lexicon dit à propos de ce tableau :
Tout est basé sur les contrastes les plus forts, non seulement dans la forme et la couleur, mais surtout dans les caractères, qui ont donc été interprétés comme les quatre tempéraments . Si cette explication, qui remonte à Neudörfer, est correcte, alors Jean, dont la tête ne rappelle pas par hasard celle de Mélanchthon, serait du type sanguin - Pierre, qui lit tranquillement, serait du type flegmatique - Paul du type mélancolique - et Marc, aux yeux révulsés, serait du type colérique. Mais Dürer ne s’est certainement pas préoccupé d’une classification humaine, mais tout au plus d’une distinction frappante entre les hommes de Dieu.
Le philosophe Alfred Fouillée diffère sensiblement de Neudörfer et commente le tableau à partir des attitudes des personnages présentés dans les sources écrites : 
« Saint Pierre, prompt à tout, même à tirer l’épée, prompt à marcher sur l’eau pour aller vers Jésus, — sauf à sentir ensuite sa foi tomber, et lui s’enfoncer à mesure, — prompt enfin à confesser son maître devant les juges, sauf à le renier bientôt après, saint Pierre pouvait assurément fournir le type du sanguin. L’ardent saint Paul, actif et volontaire, est un noble type de bilieux. Saint Marc fut-il vraiment flegmatique ? Je l’ignore ; quant au nerveux mélancolique, avec son cerveau exalté et son cœur passionné, c’est bien saint Jean. Ainsi s’ouvre à tous les tempéramens le « royaume de Dieu, », mais il faut savoir se rendre maître de son naturel pour en faire l’auxiliaire de la moralité même. »

## Réception

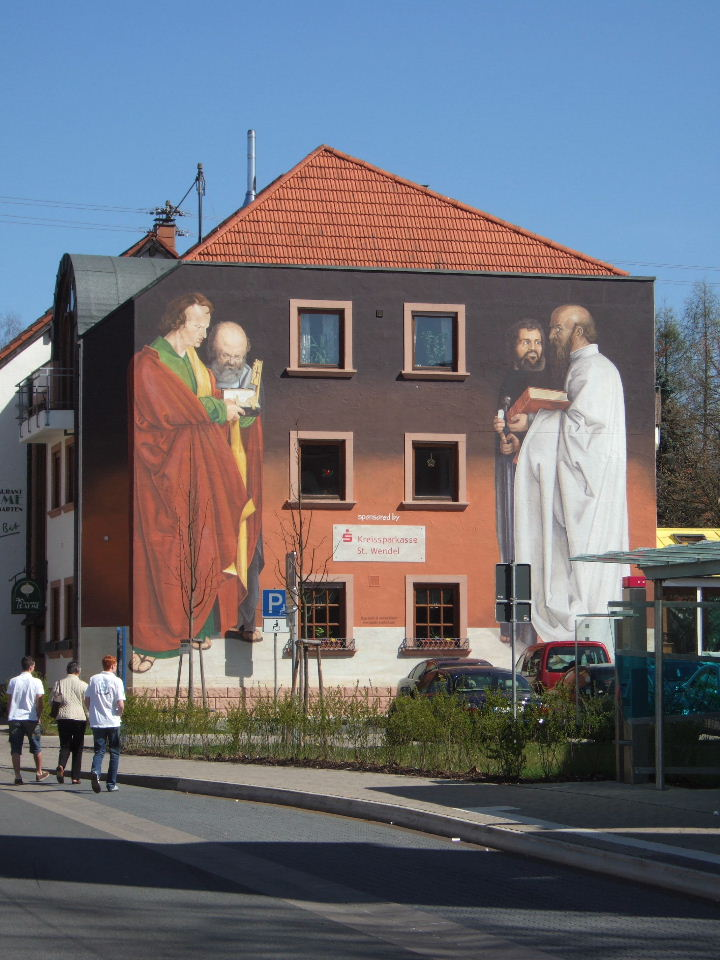
Die vier Apostel“ als Hausfassade in St. Wendel

- La peinture murale « Les Quatre Apôtres » orne la façade d'une maison à Saint-Wendel . Ce tableau fait partie d'une galerie à ciel ouvert créée par les deux artistes Klaus Riefer et Christof Thome.
- Dans la série télévisée Das Erbe von Junkersdorf , Pfarrer Braun découvre un tableau de Dürer représentant Martin Luther, qui était à l'origine disposé au milieu des deux autres tableaux de Dürer et représente un scandale pour l'Église catholique.